# Улица Свердлова (Иркутск)
Улица Свердло́ва (бывшая Баснинская) — улица в Правобережном округе города Иркутска, одна из центральных и старейших улиц города. Расположена в историческом центре между параллельными ей Российской улицей и улицей Горького, начинается от пересечения с бульваром Гагарина, заканчивается пересечением с улицей Каландаришвили.
Кривизна улицы объясняется тем, что она повторила очертания бывшего здесь лога, образованного, возможно, старицей реки Грязнушка, соединявшей реки Ангара и Ушаковка.
В XIX веке улица получила своё название в честь иркутского купца, мецената, городского головы Василия Николаевича Баснина.
В 1920 году Баснинская улица была переименована в улицу Свердлова.
В 2009 году на улице Свердлова появились аншлаги с её историческим названием.

## Общественный транспорт
По улице Свердлова осуществляют движение троллейбусы.
В 2012 году на перекрёстке улиц Свердлова и Степана Разина зону межрельсового пространства впервые в городе вымостили резинополимерным покрытием.

## Здания и сооружения

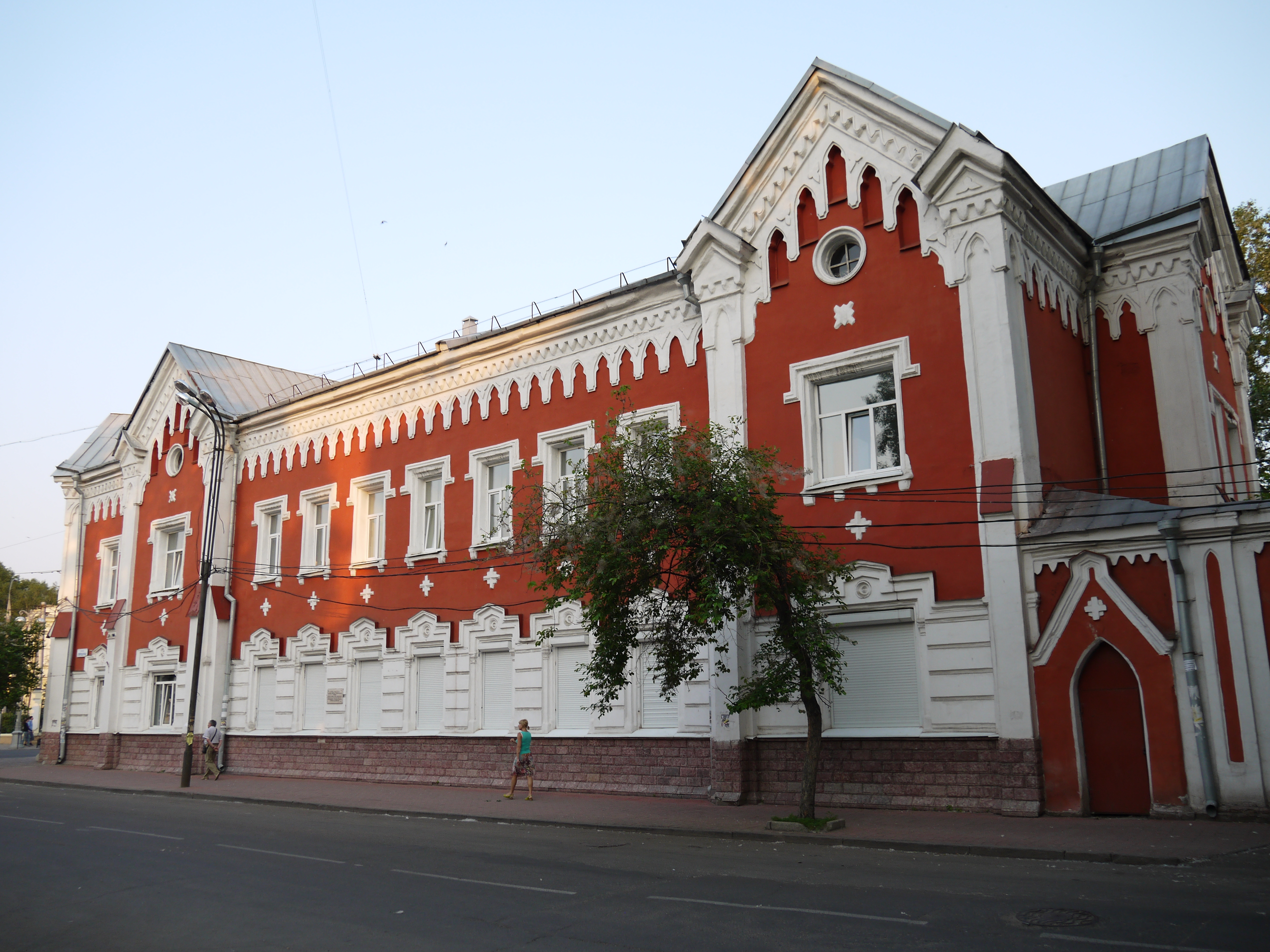
Базановский приют

### Нечётная сторона
- 19 — гостиница «Русь».
- 23 — Областная детская библиотека имени Марка Сергеева.
- 23 — книжная будка[5].
- 35 — Баснинские бани.
- 35В — Музей связи Сибири.
- 39 — гостиница «Арена».

### Чётная сторона
- 6 — детский сад № 220.
- 14 — комплекс Базановского воспитательного дома с родильным приютом (1880—1883, арх. Генрих Розен)
- 20 — музей Валентина Распутина (открытие — март 2017 года)[6].
- 28 — Управление Федеральной службы РФ по контролю за оборотом наркотиков по Иркутской области.
- 42 — детский сад № 109.